# باولو فوجت
باولو فوجت (بالبرتغالية: Paulo César Ramos Vogt‏) هو لاعب كرة قدم برازيلي في مركز الهجوم، ولد في 7 فبراير 1977 في بارانا في البرازيل. لعب مع ميتالورغ دونيتسك ونادي سيون ونادي شافهاوزن ونادي فادوتس ونادي فينترتور ونادي كياسو ونادي لوزيرن ونادي موجي ميريم.

## وصلات خارجية
- باولو فوجت على موقع اتحاد أوكرانيا (الإنجليزية)
- باولو فوجت على موقع قاعدة بيانات كرة القدم.إي يو (الإنجليزية)